# Blåskäggig tangara
Blåskäggig tangara (Tangara johannae) är en fågel i familjen tangaror inom ordningen tättingar.

## Utseende
Blåskäggig tangara är en gnistrande smaragdgrön fågel. Den har svart i ansiktet och på strupen kantad av blå korta band som gett arten dess namn. Arten liknar smaragdtangaran, men urskiljer sig med den karakteristiska teckningen på huvudet.

## Utbredning och systematik
Fågeln förekommer i  Stillahavslåglandet av västra Colombia och nordvästra Ecuador. Den behandlas som monotypisk, det vill säga att den inte delas in i några underarter.

## Levnadssätt
Blåskäggig tangara är en sällsynt fågel i regnskog i låglänta områden och förberg. Den påträffas vanligen i skogens mellersta och övre skikt, ofta som en del av kringvandrande artblandade flockar.

## Status och hot
Arten har ett stort utbredningsområde, men tros minska i antal, dock inte tillräckligt kraftigt för att den ska betraktas som hotad. Internationella naturvårdsunionen IUCN listar arten som livskraftig (LC).